# Начальник гарнизона
Нача́льник гарнизо́на – должностное лицо в вооружённых силах Российской Федерации (ВС России) и других государств, руководствующееся в порядке несения службы положениями устава гарнизонной и караульной служб.
Гарнизоны (в России) делятся на территориальные, и местные, входящие в состав территориальных.

## Полномочия
Начальник гарнизона (в России) отвечает за:
- организацию выполнения плана мероприятий по выполнению задач гарнизонной службы;
- организацию и несение гарнизонной службы и службы гарнизонными караулами;
- поддержание в гарнизоне воинской дисциплины;
- организацию противодействия терроризму в гарнизоне;
- обеспечение необходимых условий для повседневной жизни и подготовки войск;
- организацию и проведение мероприятий местной обороны и взаимодействие с территориальными органами МЧС (Министерства Российской Федерации по делам гражданской обороны, чрезвычайным ситуациям и ликвидации последствий стихийных бедствий);
- обеспечение пожарной безопасности в гарнизоне, а также проведение гарнизонных мероприятий с участием войск.

## Подчинённость
Начальник территориального гарнизона по вопросам гарнизонной и караульной служб подчиняется командующему войсками военного округа, а начальник местного гарнизона — начальнику территориального гарнизона. Они являются прямыми начальниками по этим вопросам для всех военнослужащих гарнизона, включая командиров соединений и воинских частей Вооружённых Сил, других войск, воинских формирований и органов, входящих в состав гарнизона, а также для старшего морского начальника.

## Права и обязанности
Начальник гарнизона имеет право в необходимых случаях для выполнения задач гарнизонной службы привлекать личный состав и транспортные средства воинских частей гарнизона.
Начальник гарнизона обязан:
- повседневно руководить деятельностью должностных лиц гарнизона;
- рассматривать и утверждать планы и другие документы, представляемые должностными лицами гарнизона, определённые в их обязанностях;
- разрабатывать и представлять на утверждение командующему войсками военного округа (начальнику территориального гарнизона) план мероприятий по выполнению задач гарнизонной службы (статья 22 УГиКС) и обеспечивать его выполнение;
- ежеквартально анализировать состояние гарнизонной и караульной служб, воинской дисциплины, безопасности дорожного движения в гарнизоне и подводить итоги работы с командирами воинских частей и их заместителями по воспитательной работе, определять меры по предупреждению правонарушений, соблюдению требований безопасности военной службы, повышению бдительности и сохранению государственной тайны;
- организовывать охрану и оборону гарнизонных объектов, устанавливать порядок допуска на объекты, находящиеся под охраной гарнизонных караулов;
- организовывать мероприятия по противодействию терроризму в гарнизоне, осуществлять непосредственное руководство выделенными для этой цели силами и средствами;
- организовывать противовоздушную оборону, защиту войск и объектов местной обороны от ядерного, химического и биологического оружия в условиях военного положения и при возникновении (угрозе возникновения) чрезвычайных ситуаций природного и техногенного характера, а также обеспечение пожарной безопасности в гарнизоне и контролировать их состояние;
- организовывать и постоянно поддерживать взаимодействие с органами исполнительной власти субъектов Российской Федерации, территориальными органами федеральных органов исполнительной власти и органами местного самоуправления, осуществляющими деятельность на территории гарнизона, разрешать вопросы, связанные с организацией гарнизонной службы, местной обороны, проведением совместных мероприятий, а также с обеспечением жилыми помещениями военнослужащих и членов их семей, удовлетворением других их нужд и запросов;
- проверять не реже одного раза в месяц лично и через назначенных лиц несение службы гарнизонным нарядом, соблюдение законности и правил содержания военнослужащих на гарнизонной гауптвахте, а начальник территориального гарнизона, кроме того, лично и через должностных лиц военной комендатуры территориального гарнизона — выполнение указанных задач в подчинённых местных гарнизонах;
- обеспечивать исполнение уголовного наказания в виде ареста с отбыванием наказания на гауптвахте для осуждённых военнослужащих;
- проводить лично или назначать разбирательство проступков военнослужащих, не проходящих службу в воинских частях данного гарнизона, привлекать их к ответственности, а в случае совершения ими преступления возбуждать уголовное дело, немедленно уведомлять об этом военного прокурора и руководителя военного следственного органа Следственного комитета при Прокуратуре Российской Федерации;
- при осуждении военнослужащих, не проходящих службу в гарнизоне, к аресту с отбыванием наказания на гауптвахте или содержанию в дисциплинарной воинской части организовывать их отправку к месту отбывания наказания;
- размещать по указанию командующего войсками военного округа воинские части (подразделения, команды), прибывающие в гарнизон;
- устанавливать для воинских частей гарнизона порядок пользования объектами учебно-материальной базы и тыла, использования водных объектов для водоснабжения войск, определять места, время и порядок купания людей, а также контролировать выполнение требований безопасности на водных объектах;
- определять и доводить до личного состава гарнизона состав нештатной юридической консультации гарнизона, время, место и порядок её работы;
- руководить работой квартирно-эксплуатационной части района (гарнизона) по расквартированию воинских частей, а также деятельностью жилищной комиссии гарнизона, руководствуясь законодательством Российской Федерации, рассматривать и утверждать распределение жилой площади в гарнизоне;
- осуществлять контроль за выполнением мероприятий по соблюдению требований безопасности военной службы, в том числе по безопасности дорожного движения, рациональному использованию природных ресурсов; проверять содержание воинскими частями зданий, территорий военных городков и сооружений общегарнизонного пользования, а при оставлении их воинскими частями организовывать охрану;
- выделять в порядке, определённом Уставом ГиКС, воинские части (подразделения) в случае возникновения (угрозы возникновения) чрезвычайных ситуаций природного и техногенного характера для их ликвидации (предупреждения);
- устанавливать и объявлять в территориальном гарнизоне время перехода военнослужащих на ношение зимней и летней формы одежды, а также начало и конец отопительного сезона в гарнизоне;
- проводить парады войск гарнизона и другие мероприятия с участием войск, назначать в необходимых случаях почётные караулы, принимать совместно с органами исполнительной власти субъектов Российской Федерации и органами местного самоуправления меры по содержанию в надлежащем порядке воинских кладбищ, воинских участков на общественных кладбищах, братских могил и воинских памятников, находящихся на территории гарнизона;
- докладывать ежеквартально командующему войсками военного округа (начальнику территориального гарнизона) о состоянии воинской дисциплины в гарнизоне и решении других задач гарнизонной службы.

## Представительские функции
Начальник гарнизона является начальником местной обороны гарнизона и исполняет соответствующие обязанности, установленные министром обороны Российской Федерации.
Начальник гарнизона встречает, докладывает и сопровождает прибывших в расположение гарнизона:
- Президента Российской Федерации, председателя Правительства Российской Федерации и министра обороны Российской Федерации;
- Маршалов Российской Федерации, генералов армии, адмиралов флота и всех своих прямых начальников.

В случае прибытия в гарнизон офицеров для выполнения служебных заданий прямых начальников по вопросам гарнизонной и караульной служб начальник гарнизона представляется лишь старшим по воинскому званию.
Начальник гарнизона города Москвы, кроме всего, руководствуется и особыми указаниями.
При временном убытии из гарнизона (в отпуск, в длительную командировку) начальник территориального гарнизона передаёт исполнение своих обязанностей заместителю начальника территориального гарнизона (начальник местного гарнизона — лицу, назначенному временно исполнять обязанности по его штатной воинской должности), объявляет об этом приказом и докладывает командующему войсками военного округа (начальнику территориального гарнизона).